# Вестфејлија (Канзас)
Вестфејлија (енгл. Westphalia) град је у америчкој савезној држави Канзас.

## Демографија
По попису из 2010. године број становника је 163, што је 2 (-1,2%) становника мање него 2000. године.
| Група             | 2000.       | 2010.       |
| Белци             | 156 (94,5%) | 144 (88,3%) |
| Афроамериканци    | 0 (0,0%)    | 3 (1,8%)    |
| Азијати           | 0 (0,0%)    | 0 (0,0%)    |
| Хиспаноамериканци | 3 (1,8%)    | 4 (2,5%)    |
| Укупно            | 165         | 163         |